# 장현광

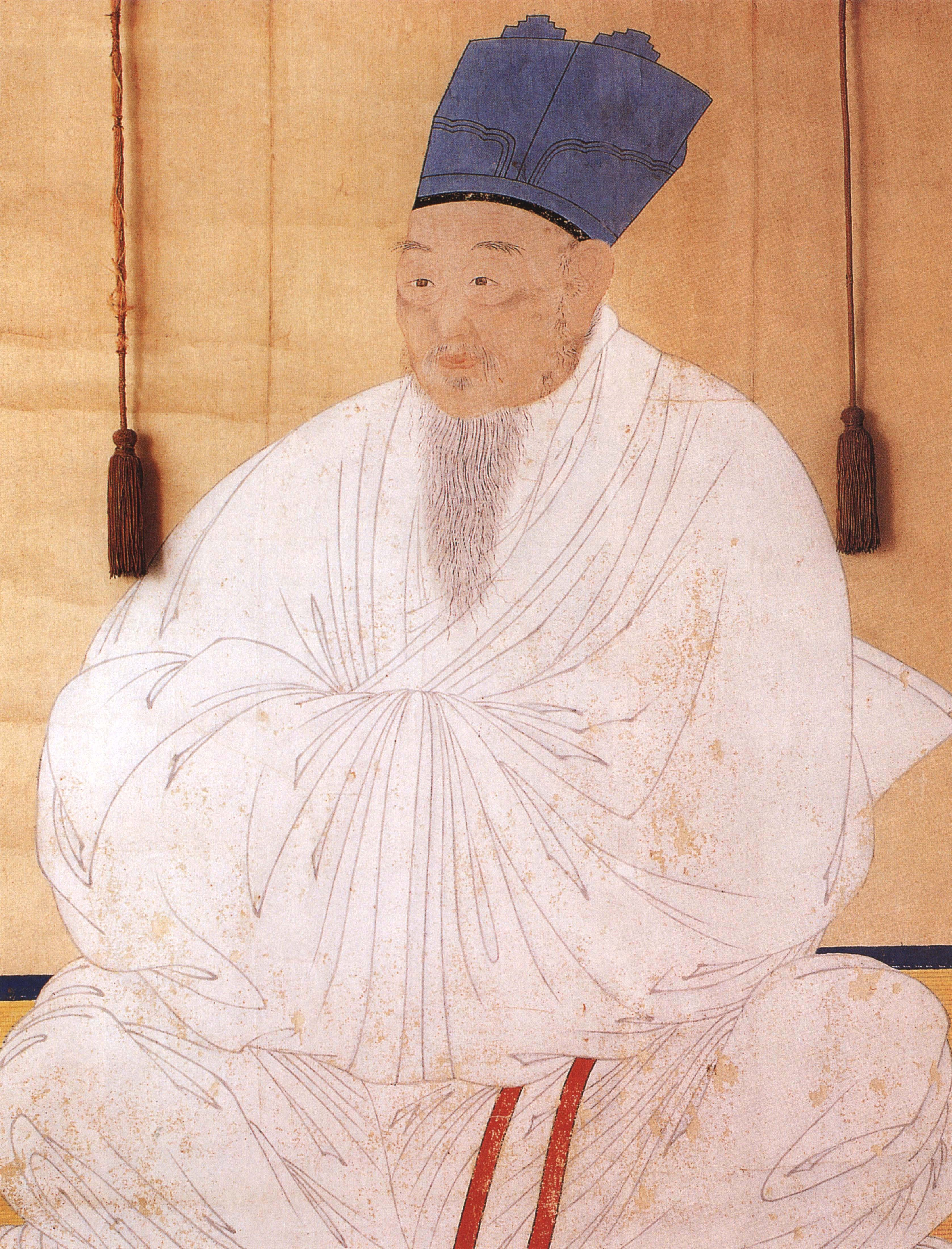
여헌 장현광 영정 (18세기 이모본)

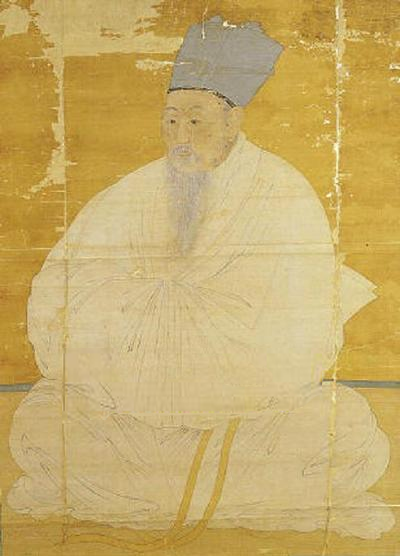
여헌 장현광 영정 (1633년작)

장현광(張顯光, 1554년 ~ 1637년 9월 7일)은 조선시대 중기의 학자, 문신, 정치인, 철학자, 작가, 시인이다. 본관은 인동(仁同), 자는 덕회(德晦), 호는 여헌(旅軒)이다. 과거에 뜻을 두지 않고 학문에 힘써 이황(李滉)의 문인과 조식의 문인들 사이에 학덕과 실력을 인정받았으며, 수많은 영남의 남인 학자들을 길러냈다. 류성룡(柳成龍) 등의 천거로 여러 차례 내외의 관직을 받았으나, 대부분 사퇴하였고 그 중에서 부임(赴任)한 것은 보은현감(報恩縣監)과 의성현령(義城縣令)의 외직과 내직(內職)으로는 공조좌랑(工曹佐郞), 사헌부장령(司憲府掌令), 형조참판(刑曹參判), 의정부우참찬 등이다. 1602년(선조 35) 공조좌랑으로 부임하여 정부의 주역(周易) 교정사업에 참여하고 이듬해 잠깐 의성현령으로 부임했으며 그 외에는 모두 사양하거나 사직, 고사하였다. 그 뒤 형조참판직에 잠시 취임하였으나 이후 계속 관직을 사퇴하였다.
광해군 때 합천군수 등에 제수되었으나 모두 사양하였고, 인조반정 이후 조정에서 학문적 권위를 인정한 산림(山林)에 꼽혔다. 인조조에도 사헌부지평·집의 등에 여러 번 제수되었으나 모두 사퇴하고 학문에 전념했다. 이괄의 난 때 사헌부장령에 제수되어 취임하였고, 이후 형조참판, 대사헌 등에 제수되어 마지못해 취임했으나 사퇴하고 고향으로 되돌아갔다. 1636년(인조 14) 병자호란 때는 우참찬에 임명되고 의병을 일으켜 청나라군과 교전하는 한편 군량과 군자물품의 조달과 지원을 주도했으나, 패전 후 실망하여 포항의 입암산에 들어가 은거하였다.
유교의 입장에서 온 세상의 만물이 생겨나는 근원을 이르는 태극을 내세우되 일체유(一體儒)와 그 근원을 대답을 기다리는 것과 조화의 논리로 융화 종합하는 철학적 근거를 명시하였다. 이황의 문인인 한강 정구의 조카사위였다. 이황의 학맥이자 영남학파의 한 사람이기도 했다. 이황과 조식의 문인이던 처숙인정구를 통해 퇴계와 남명의 학통을 사숙하고, 그의 문인으로는 허목, 유진(柳袗) 정극후(鄭克後) 전식(全湜) 김응조 등이 배출되었다. 또한 허목을 통해 근기남인성리학파와 남인실학파로도 학통이 이어졌다. 노수성, 장순의 문인이다. 경상북도 인동 출신.

## 생애

### 불우한 유년기
여헌 장현광은 고려(高麗)의 상장군(上將軍) 장금용(張金用)의 후손이며 덕녕부윤(德寧府尹) 장안세(張安世)의 8대손(八代孫)으로 명종9년(1554)에 경상북도 인동현(仁同縣) 인선방(仁善坊) 남산(南山)에서 태어났다.
아버지는 증 이조판서에 추증된 장열(張烈)이며, 어머니는 경산 이씨(京山李氏)로 제릉참봉(齊陵參奉) 이팽석(李彭錫)의 딸이다. 경상북도 인동에서 성장하였다.
7세 때 글을 배우기 시작했고 8세 때 아버지 장열을 잃었다. 9세 때 매형인 송암 노수성의 문하에서 수학하고 11세 때 학자인 신당 정붕(新堂 鄭鵬)의 아들인 정각은 그를 보고 "이 아이는 기상이 굉위(宏偉)하여 반드시 세상에서 특출한 사람이 될 것이다"라고 하였다.

### 수학과 청년기

#### 수학
14세 때인 1567년(명종 22)부터 진사 학거(鶴渠) 장순(張峋)에게 학문을 배웠고, 1571년(선조 4) 18세에「우주요괄첩(宇宙要括帖)」을 지어 대학자로서의 면모를 나타내기 시작하였다. 그 말미에 이르기를 '능히 천하의 제일사업(第一事業)을 할줄 알아야 바야흐로 천하제일의 인물이 된다'라고 원대하고 굉위한 포부를 드러내기도 했다.
일찍이 호를 여헌(旅軒)이라 하였는데, 몸은 작은 평상에 있지만 정신은 큰 우주에 노닌다는 초세간적인 인물이었으니 한 곳에 머물러 있지 못하고 영천의 입암, 청송의 송학 주왕산, 봉화의 도심촌 등으로 1년에도 2~3차례 유랑하는 나그네로 우주를 벗삼고 사방을 집을 삼아 여유로 낙을 삼았다. 학거 장순의 문하에 있을 때 성리대전을 읽고 심취하여 스스로 깨우치고 연구했다. 18세 때 〈우주요괄첩(宇宙要括帖)〉을 지어 유학자의 면모를 보이기 시작하였다. 그 뒤 이황과 조식의 문인인 정구의 질서가(26세때) 되어 교류하였다. 이후 침식을 잊으며 오래도록 학문에 정진하여 23세 때인 1576년(선조 9)에 재능과 행실이 드러나 조정에 천거되었다.
김종직계열의 직계를 통해 김종직-김굉필-정붕으로 이어지는 학통을 계승하였고, 처삼촌이자 거유인 한강과 교류하여 정구로부터는 이황과 조식의 학통을 계승했다. 그의 학덕이 퇴계 이황의 문도들과 조식의 문도들 사이에 널리 알려지면서 한때 류성룡(柳成龍) 등의 천거로 여러 차례 내외의 관직을 받았으나 모두 사양한다.

#### 천거와 사퇴
23세 때 재사(才士)로 추천되었으며 26세 때에는 한강 정구의 조카딸과 결혼, 질서가 되어 한강과의 접촉이 시작되었고, 그 때 성주목사로 있던 허잠이 그의 문하에 찾아와 수학한다. 허잠이 한강 정구에게 묻기를 '남방에서 호학하는 선비가 누구입니까' 하니 한강은 장현광을 추천했는데 허잠은 '호학입지를 보아 이 사람이 훗날 나의 사표이 될 만하다'하였다고 한다. 그의 문인 허잠은 훗날 영의정을 지내는 허적의 할아버지로 그를 통해 허적 등에게도 영향을 준다.
그는 13세 때인 명종 21년(1566)으로부터 선조 23년(1590), 선조 25년(1592) 등 3차에 걸쳐 남명 조식의 문도들의 집회에 참석하였는데 이 일로 남명학파 학인들과도 폭넓은 사상적 교유를 하였다. 이는 그의 처숙인 한강 정구가 퇴계 이황의 문인이기도 하지만 남명 조식에게서도 수학한 점에 연원을 둔다. 이런 연유 등으로 인조반정(1623) 이후 몰락한 조식의 후예들과 강우(江右) 지역의 유림들 중에 자신들의 학문 연원을 정구와 장현광에서 구하기도 하였던 것이다.
1591년(선조 24년) 겨울 학행으로 다시 천거되어 전옥서참봉(典獄署參奉)에 임명되었으나 나가지 않았고, 이듬해 임진왜란이 일어나자 금오산(金烏山)으로 피난하였다.

### 관료 생활

#### 임진왜란 전후

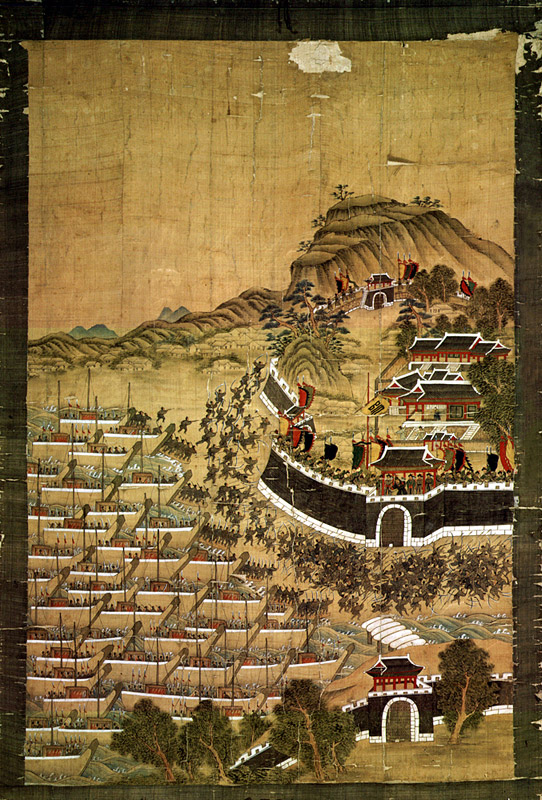
임진왜란 당시 부산진 전투

서애 류성룡
(그의 학덕을 높이 샀으며, 자신의 아들 류진을 그에게 보내 배우게 했다.)

1591년(선조 24) 겨울 어머니 경산이씨의 상을 당하였다. 상중에 특별히 전옥서참봉(典獄署參奉)에 임명되었으나 나가지 않았고, 시묘살이하던 중 1592년 4월 임진왜란이 일어나자 잠시 금오산(金烏山)으로 피신하여 있었다.
1594년(선조 27) 예빈시참봉·제릉참봉 등에 임명되었으나 부임하지 않았다. 이 해에 저서 「평설(平說)」을 지어 발표하였다. 1595년 가을 보은현감에 임명되어 부임했으나, 12월 관찰사에게 정장을 세 번 올려 거듭 사직을 청했고, 이듬해 2월 다시 세 번 사직을 청한 뒤 받아들여지지 않자 허가를 기다리지 않고 바로 향리에 돌아갔다가 사헌부와 사간원의 탄핵을 받았다. 곧 직무유기 혐의로 의금부에 잡혀갔다가 풀려나 되돌아갔다.
류성룡과 김우옹 등이 그의 학덕을 높이 사 여러번 천거하였지만 모두 사양하고 나가지 않았다.

#### 관료 생활
선조 28년(1595) 42년때 서애(西厓) 류성룡(柳成龍)이 학행(學行)으로 천거하여 보은현감이 되어 고을의 부자들과 더불어 매월 초하루 보름에 같이 모여 향약회를 행할 때 백성들의 우환병고(憂患病苦) 등의 딱한 사정을 말하게 하고 힘닿는 데까지 도와주고 덕을 권장하고 효도와 우애를 돈독히 하고 염치를 권장했으니 온 고을이 크게 감화를 하였다. 그 후 1년 만에 벼슬을 버리고 돌아오니 다시 거창현감, 공조좌랑, 형조좌랑, 용담현령 등에 임명되었으나 사퇴하고 의성현령 역시 반년 만에 사퇴한 후 선산 월파촌으로 옮겨 살았다.

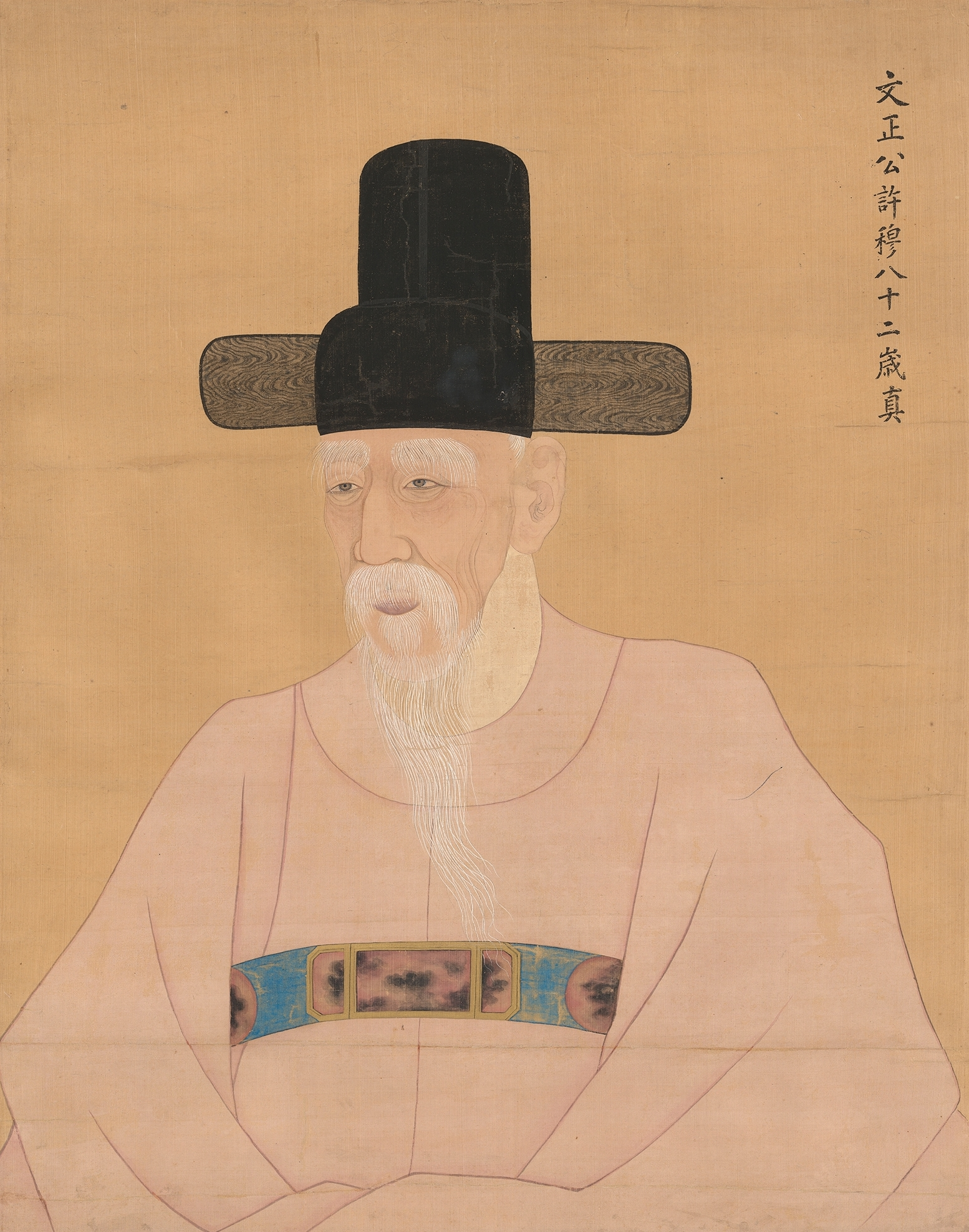
제자 미수 허목. 남인의 당수이자 실학으로 이어지는 중간고리였으며 예송논쟁 당시 남인의 주요 논객이었다.

류성룡(柳成龍)은 자신의 성의 부족으로 판단하여 그를 만나 설득하려 하였다. 1597년 여러 차례 그를 조정에 추천했던 류성룡을 만났는데, 그의 학식에 감복한 류성룡은 아들 류진을 그 문하에 보내어 배우게 하였다.
1601년(선조 34년) 경서교정청낭청(經書校正廳郎廳)에 임명되었고 여러 번 부름을 받았으나 나가지 않았다. 1602년 거창현감·경서언해교정낭청(經書諺解校正郎廳)에 임명되었으나 나가지 않다가, 1602년(선조 35) 11월 공조좌랑에 임명되자 상경, 부임하였다. 공조좌랑으로 재직 중 주역(周易) 교정 사업에 참가했고, 형조좌랑에 옮겨졌으나 이듬해 2월에 돌아왔다.
1603년 용담현령에 임명되었으나 나가지 않았고, 이어서 의성현령에 임명되어 부임하였다. 의성현령 재직 중 선정을 베풀어 칭송이 자자하였으나, 몇 달 만에 사퇴하고 물러났다. 1604년 순천군수, 1605년 합천군수, 1607년 사헌부지평에 임명되었으나 모두 사퇴하고 부임하지 않았다. 1608년 《주역도설(周易圖說)》을 지었고, 1621년(광해군 13) 《경위설(經緯說)》을 지어 ‘이체기용(理體氣用)’, 즉 ‘이경기위설(理經氣緯說)’을 제창하였다. 광해군 즉위 후 북인이 집권하면서 조식의 문도들에게도 천거받아 다시 여천군수, 사헌부 지평에 제수되었으나 불취하였다.
이어 처숙 정구가 사망하자 그의 문하에 있던 허목이 다시 장현광을 찾아와 스승으로 삼고 가르침을 청했다. 모계 문위의 문하생이자 처숙 정구의 문인이며 호기심이 많던 허목을 보고 범상하지 않은 인물임을 알아본 그는 바로 자신의 문하에 받아들여 수학하게 한다.

#### 인조 반정 전후

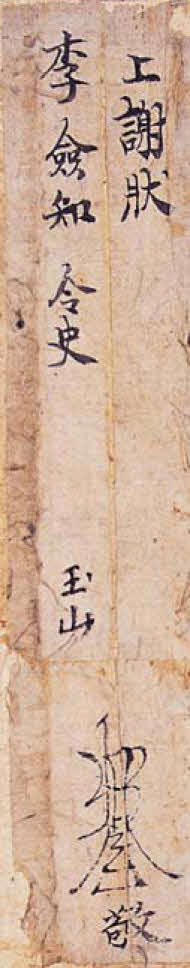
이첨지에게 보낸 장현광의 편지 (1632년 12월 17일자)의 봉투

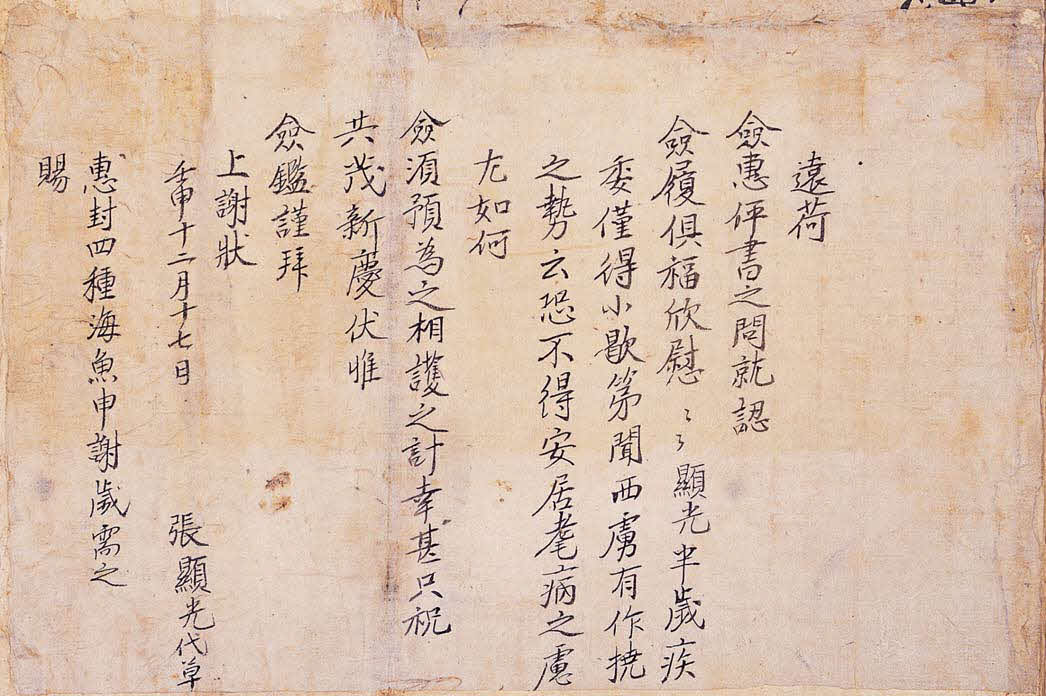
이첨지에게 보낸 장현광의 편지 (1632년 12월 17일자)

1623년 인조반정 후 산림직으로 신설된 성균관 사업(司業)에 서인인 김장생(金長生) ·박지계(朴知誡)와 함께 선발되었으나 부임하지 않았다. 이후 김장생(金長生)·박지계(朴知戒)와 함께 여러 번 왕의 극진한 부름을 받았고, 사헌부지평, 성균관사업 등에 여러 번 제수되었으나 칭병사양(稱病辭讓)하고 나가지 않았다.
조정이 온통 서인 일색이었던 점과 공신들의 권력 남용과 압력 등을 지적하였고, 남인 재상이던 이원익이 의정부영의정이 되면서 그에게도 출사를 여러번 권고했으나 모두 사양하였다.

### 생애 후반

#### 사퇴와 학문 연구
1624년 초 이괄의 난이 터지자 입조하였다. 이괄의 난 중 인조가 그에게 위정(爲政)의 소견을 물으니 '먼저 마음 속에 대강령을 정하소서'하여 심지를 굳게 하고, 각오를 다질 것을 건의하였다. 이에 인조가 '대강령이란 무엇인가 되묻자 '그것은 오직 성상의 마음에 달려 있으니 분발하고 진작하여 마음을 새롭게 한즉 효과가 매우 클 것입니다'라고 아뢰었다. 이괄의 난 직후 사헌부장령으로 부임하여 왕을 알현했고, 난의 진압과 수습을 위해 노력하였다. 이어서 사헌부집의·공조참의로 승진되어 경연(經筵)과 서연(書筵)에 참석하도록 부탁받았으나 이괄의 난이 진압되자 사양하고 돌아갔다. 이후 이조참의·승정원동부승지·용양위부호군 등에 임명되었으나 모두 사퇴하였다.
1626년(인조 4) 형조참판에 특제되어 마지못해 상경, 사은(謝恩)하여 부임했고, 이어서 사헌부대사헌·부호군, 1628년 이조참판, 1630년 사헌부대사헌 등에 임명되었으나 모두 부임하지 않았다. 이후로도 여러 차례 지중추부사·의정부우참찬 등에 임명되었으나 사양하였다.
1631년 우주설을 지었으며 이 책은 31장이며, 그 중 11장은 답동문이란 부분을 붙여 쓴 책이다.
인조(仁祖) 12년(1636) 81세에 특명으로 자헌대부로 승서된 후 공조판서가 되고, 이어 의정부 우참찬에 제수 되었고 병자년(丙子年 1636)에는 지중추부사에 제수되었으나 사양하고 모두 불취(不就)했다.

#### 병자호란과 최후

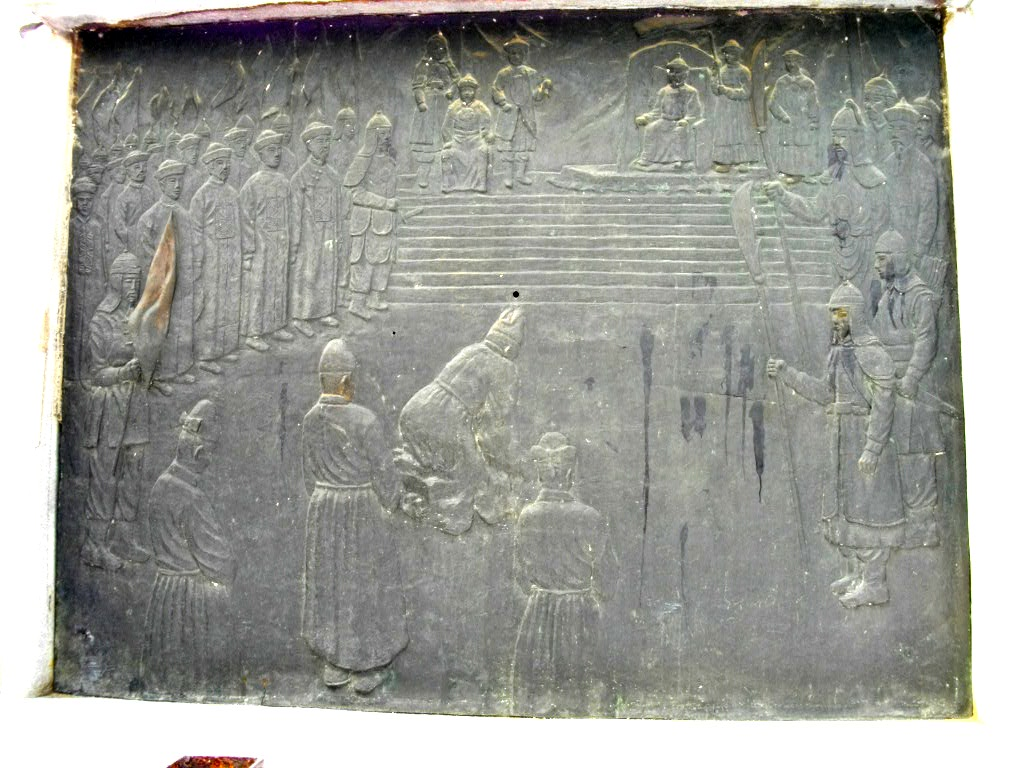
인조가 청나라 황제 홍타이지에게 항복하는 장면
(삼전도비 부조상)

1636년(인조 14년) 12월 병자호란이 일어나자 의정부우참찬에 임명되었으며, 여러 군현에 통문을 보내고 각 고을 부로들에게 격문을 보내 의병을 일으키게 하고 군량미와 음식, 군자물품을 모아 보냈다. 그러나 이듬해 2월 삼전도(三田渡)에서 왕이 청 태종에게 항복했다는 소식을 듣고 땅을 치며 탄식하기를 '하늘도 땅도 없으니 가면 어디로 가랴'하며 크게 통탄해했다 한다. 이후 세상을 버릴 생각으로 동해가의 영천(永川) 입암산(立嵒山)으로 들어가 고요히 몸을 닦으며 12목의 벽서와 소강절의 서서금(西書今)을 쓰고 후학을 가르치다가 에 들어간 지 반년 후에 세상을 떠났다.
조용히 학문에만 정진하고 면학요회, 역봉총설, 급구설, 우주설, 태극설, 도서발휘 등을 저술하였다. 일생을 학문과 교육에 종사했고 정치에 뜻을 두지 않았으나, 당대 산림의 한 사람으로 왕과 대신들에게 도덕정치의 구현을 강조했고, 인조반정 직후에는 공신들의 횡포를 비판하고 함정수사를 시정하게 하였으며, 유지, 토호, 공신들의 부패행위를 질타하는 등의 영향력을 행사하기도 하였다.
만욱제에서 영면하니 전날 밤에 우뢰가 크게 울리고 비가 퍼부어 산이 무너지고 개울이 넘쳤다고 한다. 인조가 친히 제문을 지어보내 이르기를 '500년에 성현이 한 분씩 난다드니 그대가 바로 동방의 큰 그릇이요 천지의 오묘함을 연구하고 체득하여 통달한 분이라'하며 애통해 하였다. 묘소(墓所)는 금오산(金烏山)밑 오산(吳山)에 안장되었다.

### 사후
문집으로 《여헌집》11권이 있고 《속집》 5권,《성리설(性理說)》6권 《역학도설(易學圖說)》 9권, 《용사일기(龍蛇日記)》 2권 등의 저서가 있다. 선산의 여헌영당(旅軒影堂), 영천 입암서원, 선산 금오서원, 의성의 빙계서원(氷溪書院), 성주의 천곡서원(川谷書院), 영천의 임고서원(臨皐書院), 성주 천곡서원, 인동의 동락서원(同洛書院),청송의 송학서원(松鶴書院) 등에 제향되었다.
1655년(효종 6) 경연관 오준이 청하여 증 숭정대부 의정부좌찬성에 추증되고 다시 1657년 경연관 오정위가 청하여 증직증 대광보국숭록대부 의정부영의정에 가증(加贈)되었다. 시호는 문강(文康)이다.

## 평가
1623년 인조반정 후 산림직으로 신설된 성균관 사업(司業)에 서인인 김장생(金長生) ·박지계(朴知誡)와 함께 선발되었다. 이후 장령으로 잠깐 상경하였을 뿐 이조참판 ·대사헌 ·우참찬 등에 모두 나아가지 않고 학문 연마에만 정진하였다. 영남 남인 중 정경세(鄭經世) ·이준(李埈) 등이 중앙에 진출하려 한 것과 대비된다.
류성룡(西厓 柳成龍)은 아들 진(袗)을 나아가 배우게 하면서 이르기를 '그 사람됨은 신념이 확고하고 기상이 혼순하여 그 뜻을 빼앗을 수 없고 그 양을 헤아릴 수 없으며 상대하면 심취하게 하니 후일 세상에 다시 없는 큰 선비가 될 것이며 기도를 주장할 사람은 바로 이 사람이다'하였다. 임도는 취정록(就正錄)에 '힘이 보통이 아니지만 입고 있는 옷도 이기지 못하는 것 같이 하고 식견이 세상에 초월했지만 말을 못하는 것 같이 하고 자신의 실력을 감추고 남의 장단을 말하지 않았다'고 하였다. 정원일기(政院日記)에 정묘년 금나라 군사가 침범하여 강홍립(姜弘立)이 묻기를 지금 조정에 어떤 사람이 있는가 하니 '정경세(鄭經世)가 이판(吏判)이요, 장현광이 참찬(參贊)이라'하였더니 '이 두사람이 조정에 있으면 반드시 예법에 어긋난 일을 임금에게 인도하지 않을 것이다'하고 물러 갔다. 우복(愚伏) 정경세(鄭經世)는 '옛 대신의 풍도가 있다'하였고 우암(尤庵) 송시열(宋時烈)은 '그 연원은 후생이 감히 알지 못한다'하였다.
고전과 경학에 두루 능통했고 태극과 주역, 점술 등에도 밝았다. 또한 유학의 입장에서 태극(太極)을 내세우되 일체유(一體儒)와 그 근원을 대대(對待)와 조화의 논리로 융화 종합하는 철학적 근거를 명시하였다는 데 있다. 류성룡 ·정경세 등과 더불어 영남의 수많은 남인 학자들을 길러냈다. 그의 학통은 근기남인으로도 일부 계승되는데, 그의 문하에 찾아온 허목은 후일 경기도로 돌아가 근기남인실학파와 남인성리학파를 형성한다. 영조 12년(1736) 신도비가 세워졌으며 현재의 경상북도 구미시 임수동(동락서원내)으로 이전되었다.
효종 8년(1657) 경북 포항시 죽장면 입암리의 입암서원에 제향되었다. 입암서원은 후에 경상북도기념물 제70호로 지정된다.

## 학문적 연원
그는 정구(鄭逑)에게 교류한 적이 있어 퇴계학파로 분류되고 있으나 이기론·심성론 등에서는 이황(李滉)의 학설과 상이한 점이 많다. 그는 이(理)와 기(氣)를 이원적으로 보지 않고 합일적인 것 혹은 한 물건의 양면적인 현상으로 파악하였다. 경위설을 주장하여 이를 경(經)으로, 기를 위(緯)로 비유해 이·기가 둘이 아니고 체(體, 몸)와 용(用, 이용)의 관계에 있다 하여 이와 기의 상호작용을 주장하였다.
심성론에서는 도심과 인심이 있는데, 도심(道心)을 ‘미발지성(未發之性)’으로, 인심을 ‘이발지정(已發之情)’으로 파악했으나, 이미 발한 뒤에도 역시 도심이라고 할 수 있다고 하였다. 즉, 도심이 인심 가운데 있고 인심이 도심 가운데 있어 별개로 분리된 것이 아니라고 본 것이다. 또한 그는 사단(四端)이 칠정(七情) 밖에 있는 것이 아니고 칠정 가운데에서 본성을 따라 발현해 거짓되지 않은 것이 사단일 뿐이라 하여 사단의 순수고유한 발현을 인정하지 않았다.
이러한 그의 철학은 명나라의 나흠순(羅欽順)과 이이(李珥) 등의 이기심성론에 크게 영향을 받은 것으로 이기이원론 중심인 남인계열의 학자들 중에서 그의 견해는 매우 이색적이고 독창적인 학설이기도 하다.

## 학통
노수성, 장순에게 수학하였다. 이황과 조식의 문인이던 처숙 정구를 통해 퇴계와 남명을 토론하고, 그의 문인으로는 허목, 류성룡의 삼남 류진(柳袗) 정극후(鄭克後) 전식(全湜) 김응조, 등암 배상룡, 장내범, 장경우, 신류 등이 배출되었다. 특히 허목, 허후, 배상룡 등은 장현광 처숙부인 정구의 문하에서 수학하다가 정구 사후 그에게 찾아와 수학하였던 것이다.

## 영정
그의 제자인 김응조가 선산부사로 재직 중인 1633년 화공에게 명하여 스승인 장현광의 초상화를 그리게 했다. 이후 17세기경에 다시 채색한 초상화 한점이 또 있으며 이 영정들은 입암서원에 모셔져 있다.

## 기타
1800년 정조 독살설을 제기한 장현경 3형제는 장현광의 후손이었다. 또한 독립운동가 장건상과 경기도와 경상북도관찰사를 지낸 장승원, 독립운동가 겸 정치인 장택상, 금융인 장길상, 장직상 언론인 장지연 등이 모두 그의 직계 후손들이었다.

## 저서
- 《여헌집》
- 《역학도설(易學圖說)》
- 《성리설(性理說)》
- 《용사일기(龍蛇日記)》

## 같이 보기
- 이황
- 정구
- 장택상
- 장건상
- 장승원
- 허목

## 참고 서적
- 고려대학교, 《여헌 장현광의 학문세계, 우주와인간》 (예문 서원, 2004)
- 이희평, 《여헌 장현광의 철학사상》 (도서출판 월인, 2006)
- 고려대학교 민족문화연구원 한국사상연구소 편, 《여헌 장현광의 학문 세계: 우주와 인간》, (예문서원, 2004)
- 고려대학교 민족문화연구원 한국사상연구소 편, 《여헌 장현광의 학문 세계 2 : 자연과 인간》, (예문서원, 2006)
- 고려대학교 민족문화연구원 한국사상연구소 편, 《여헌 장현광의 학문 세계 3 : 태극론의 전개》, (예문서원 2008)
- 금오공과대학교 선주문화연구소, 《여헌 장현광의 학문과 사상》 (금오공과대학교 선주문화연구소, 1994)